# Выползово (Бологовский район)
Вы́ползово — посёлок  (в 1939—2005 гг. — посёлок городского типа) в Бологовском районе Тверской области России. 
Центр Выползовского сельского поселения.
Расположен на автомагистрали «Москва — Санкт-Петербург», 358—361 км трассы от Москвы, в 1,5 километрах от границы с Новгородской областью.
Посёлок непосредственно граничит с ЗАТО Озёрный, жилой посёлок которого часто также называют Выползово. Население этого ЗАТО как Бологое-4 учитывалось в составе пгт Выползово до 1992 года.

## Население
| 1959 | 1970  | 1979    | 1989    | 2002  | 2010  |
| ---- | ----- | ------- | ------- | ----- | ----- |
| 4301 | ↗8215 | ↗13 443 | ↗13 473 | ↘2047 | ↘1659 |

Население по переписи 2002 года — 2047 человек, 924 мужчины, 1123 женщины.
По переписи 1989 года — 13 473 жителей (вместе с населением закрытого городка Бологое-4, сейчас ЗАТО Озёрный).

## Экономика
ЗАО Завод железобетонных изделий.
ООО «Нерудник», (бывш. Выползовский завод нерудных материалов).

## История
Деревня Выползово во второй половине XIX-начале XX века относилась к Едровской волости Валдайского уезда Новгородской губернии В 1909 году 24 двора, 82 жителя.
С 1939 года — посёлок городского типа в составе Калининской области.
В 2005 году пгт Выползово Бологовского района преобразован в сельский населенный пункт (посёлок).

## Топографические карты
- Лист карты O-36-XXII Валдай. Масштаб: 1 : 200 000. Состояние местности на 1983 год. Издание 1988 г.